# Gouvernement Charles de Freycinet (3)
Troisième République
Gouvernement Henri Brisson I Gouvernement René Goblet
Le troisième gouvernement Charles de Freycinet est le gouvernement de France, lors de la Troisième République, du 9 janvier 1886 au 5 décembre 1886.
Charles de Freycinet compose un cabinet de large coalition parlementaire.

## Contexte
Après les élections de 1885, la majorité opportuniste est affaiblie et la seule solution est la concentration entre opportunistes et radicaux, alors que les deux groupes se détestent. Après neuf jours, le président Jules Grévy nomme, comme il le voulait, Charles de Freycinet.
Le cabinet conserve cinq membres du précédant gouvernement. Pour la première fois, l'Extrême gauche entre au gouvernement avec deux ministres et deux sous-secrétaires d'État..

## Composition

### Présidence du Conseil
| Fonction | Fonction                           | Image                | Nom                  | Parti politique                         |
| -------- | ---------------------------------- | -------------------- | -------------------- | --------------------------------------- |
|          | Président du Conseil des ministres | Charles de Freycinet | Charles de Freycinet | Union des gauches (Gauche républicaine) |

### Ministères
| Fonction | Fonction                               | Image                | Nom                                                     | Parti politique                         |
| -------- | -------------------------------------- | -------------------- | ------------------------------------------------------- | --------------------------------------- |
|          | Ministre des Affaires étrangères       | Charles de Freycinet | Charles de Freycinet                                    | Union des gauches (Gauche républicaine) |
|          | Ministre de la Justice                 | Charles Demôle       | Charles Demôle                                          | Union des gauches (Union républicaine)  |
|          | Ministre de l’Intérieur                | Ferdinand Sarrien    | Ferdinand Sarrien                                       | Gauche radicale                         |
|          | Ministre de la Guerre                  | Georges Boulanger    | Georges Boulanger                                       |                                         |
|          | Ministre de la Marine                  | Théophile Aube       | Théophile Aube                                          |                                         |
|          | Ministre de l'Instruction publique     | [ 2 ]                | René Goblet                                             | Gauche radicale                         |
|          | Ministre des Finances                  | Sadi Carnot          | Sadi Carnot                                             | Union des gauches (Gauche républicaine) |
|          | Ministre de l'Agriculture              | Jules Develle        | Jules Develle                                           | Union des gauches (Union républicaine)  |
|          | Ministre du Commerce et de l'Industrie |                      | Édouard Lockroy                                         | Extrême gauche                          |
|          | Ministre des Travaux publics           | Charles Baïhaut      | Charles Baïhaut (du 9 janvier 1886 au 4 novembre 1886)  | Union des gauches (Union républicaine)  |
|          | Ministre des Travaux publics           |                      | Édouard Millaud (du 4 novembre 1886 au 5 décembre 1886) | Union des gauches (Gauche républicaine) |
|          | Ministre des Postes et Télégraphes     |                      | Félix Granet                                            | Extrême gauche                          |

### Sous-secrétariats d’État
| Fonction | Fonction                                        | Image              | Nom                                                        | Parti politique                         |
| -------- | ----------------------------------------------- | ------------------ | ---------------------------------------------------------- | --------------------------------------- |
|          | Sous-secrétaire d’État à l'Instruction publique |                    | Edmond Turquet (du 9 janvier 1886 au 5 décembre 1886)      | Gauche radicale                         |
|          | Sous-secrétaire d’État à la Marine              | Amédée de La Porte | Amédée de La Porte (du 15 janvier 1886 au 5 décembre 1886) | Extrême gauche                          |
|          | Sous-secrétaire d’État aux Finances             | Paul Peytral       | Paul Peytral (du 15 janvier 1886 au 5 décembre 1886)       | Extrême gauche                          |
|          | Sous-secrétaire d’État à l'Intérieur            |                    | Jean Bernard (du 25 janvier 1886 au 5 décembre 1886)       | Union des gauches (Gauche républicaine) |

## Bilan
Le gouvernement installe pour la première fois le général Boulanger, proche de Clemenceau et de Jules Ferry au ministère de la guerre. Celui-ci applique strictement la loi du 22 juin 1886 d'exil des membres des familles ayant régné sur la France, qui contient également une disposition permettant de les radier de l'armée.
Boulanger entretient un ferment de division chez les républicains et Jules Ferry s'oppose à lui malgré la popularité naissante du général, qui donne naissance à la vague boulangiste. Par ailleurs, le gouvernement fait adopter la loi Goblet qui laïcise, notamment, le personnel de l’enseignement public. Elle complète les lois Ferry. Le ministre  des finances, Sadi Carnot, lance un emprunt de 500 millions de francs sous forme de rente 3% (loi du 1er mai 1886). Le cabinet prépare également la transformation de la caisse des retraites en caisse nationale des retraites pour la vieillesse. 
Malgré cela, le gouvernement est accusé par presque tous de ne pas agir vraiment et de surtout gérer le quotidien. De plus, Freycinet ne parvient pas à coordonner efficacement les ministres, surtout Boulanger.

## Fin du gouvernement et passation des pouvoirs
Dès octobre 1886, le ministre de l'Intérieur, Ferdinand Sarrien est mis en minorité sur sa gestion de la grève à Vierzon. Il souhaite alors démissionner, suivi par Sadi Carnot, Jules Develle et Charles Baïhaut. Mais après l'intervention du Président Grévy, seul Baïhaut démissionne. Le vote du budget est marqué par la quasi absence politique du gouvernement, qui laisse la Chambre voter un budget sans rigueur, malgré les réticences de Carnot. En novembre, Freycinet obtient la confiance par 24 voix de majorité pour garder les troupes au Tonkin.
Le 2 décembre 1886, à la suite de l'adoption de l'amendement Colfavru portant la suppression des sous-préfets, Charles de Freycinet remet le 5 décembre 1886 la démission du gouvernement au président de la République, Jules Grévy. 
Jules Grévy tente de faire du replâtrage sans Freycinet, les radicaux demandant à ce dernier de rester sans succès. Freycinet recommande Charles Floquet mais Grévy est réticent à celui-ci. Consultant les présidents des deux chambres, il appelle Floquet le 7, qui refuse et recommandant plutôt René Goblet.
Le 11 décembre 1886, Jules Grévy nomme René Goblet à la présidence du Conseil des ministres.